# Pusztavám
Pusztavám è un comune dell'Ungheria di 2.530 abitanti (dati 2001). È situato nella contea di Fejér.